# 沃斯
沃斯是挪威韦斯特兰郡的市鎮，位於該國西南部，面積1,806平方公里，主要經濟活動有農業和旅遊業，2009年人口13,868，人口密度為每平方公里8人。

## 外部連結
- Vossestrand （挪威文）
- The Norwegian Birding Route